# Ugoršćina
Ugoršćina (ruski: Угорщина) ili Veliko stajanje na rijeci Ugri (ruski: Великое cтояние на реке Угре)  je bila pat pozicija iz 1480. godine na rijeci Ugri u ratu u kojoj su se našli na jednoj strani kanat Zlatna Horda, čije snage je predvodio Ahmat-kan, i Velike kneževine Moskve, čije snage je predvodio Ivan III. Vasiljevič. Isti zastoj je na koncu polučio mongolsko povlačenje i raspad Velike Horde, ostatka nekadašnje Zlatne Horde.
1476. Ivan III. je prestao plaćati godišnji danak Hordi; istog su Mongoli ubirali još od vremena Batu-kana. Ahmat-kan, zauzet oko borba s Krimskim Kanatom, počeo je poduzimati nešto protiv neposlušnih Moskalja tek 1480. godine. Uspio je dogovoriti vojni savez s Poljskim kraljem Kazimirom IV., upravljenim protiv Moskovske kneževine, odnosno s ciljem za napasti istu.
Kao rezultat, zapadne granice Rusije su postale metom učestalih napada Teutonskog viteškog reda iz Livonije početkom 1480. U siječnju iste godine, Ivanova braća Boris Volocki i Andrej Veliki, nezadovoljni s rastućom glavnom vlašću, okrenuli su se protiv njega . 
Ahmat-kan je odlučio iskoristiti situaciju i u lipnju 1480. je poslao izviđačku postrojbu za ispitati desnu obalu Oke. Najesen, njegova vojska je počela nadirati prema Moskvi. Suočivši se s tako velikom opasnošću, ruski bojari su se podijelili u dvije skupine: prvu, predvođenu okoljničima I. V. Oščerom i G. A. Mamonom, koja je savjetovala Ivanu III. spašavanje bijegom, i drugu, koja je smatrala da se treba boriti protiv Horde. Najvjerojatnije je da je Ivanova konačna odluka o srazu s Hordom je bila rezultirala zbog utjecaja Moskalja koji su zahtijevali djelovanja od strane velikog vojvode.
Dana 8. listopada 1480. Ahmat-kan, je planirao mimoići Oku sa zapada (izbjegavajući tako Ivanove postrojbe, koje su se nalazile u Kolomni, Serpuhovu i Tarusi) i spojiti svoje snage s Kazimirovima, koje su dolazile prema Ugri, pritoci Oke. 

Pak, Ahmata je presrela ruska vojske pod zajedničkim vodstvom Ivana Mlađeg (Ivanov sin) i Andreja Malog (Ivanov brat).  Ahmatov pokušaj prelaska Ugre je odbijen u četverodnevnoj bitci. Pretpostavlja se da se on povukao u grad Vorotinsk, gdje je odlučio čekati Kazimirovu vojsku. 

Ivan III. je svoje snage smjestio u Kremenec i krenuo je pregovarati s kanom, pokušavajući kupiti si tako vrijeme za obnoviti svoje odnose s pobunjenom braćom (stoga se i zove "veliki zastoj"). Ivanu III. je trebalo 4 dana (od 30. rujna do 3. listopada) za srediti odnose s braćom i još 17 dana vojskama njegove braće za doći u Kremenec (20. listopada).

Gledajući rastuću rusku vojsku , a u isto vrijeme ne primajući nikakve poruke od strane poljskog kralja, Ahmat je odlučio ne napasti Ruse. 

U međuvremenu, Kazimir IV. se bavio s unutarnjim stvarima u svojoj zemlji i borbama s Krimskim Kanatom. 

Mongoli su čekali pojačanja do 11. studenoga, a onda su zbog oslabjele opskrbe i gubitaka zbog epidemija te vremena koje je smrzavalo, krenuo put juga.
6. siječnja, 1481. Ahmat-kan je poginuo u bitci s vojskom Ibak-kana Tjumenjskog. Ishod svega toga je bilo to da je Zlatna Horda zašla u vremena postupno raspada. Ugoršćina je stavila točku na mongolsku prevlast.